# EBSCO信息服务
EBSCO信息服务（EBSCO Information Services）是美國一家文獻资源管理系统提供商， 該公司可以提供375个文獻数据库和60万多本电子书。 用戶通過EBSCO的數據庫可以搜到文献的目录、文摘、全文（可移植文档格式）。

## 历史
EBSCO信息服务是EBSCO工業公司下屬的一个部门，该公司由老埃尔顿·布莱森·斯蒂芬斯于1944年創辦，总部位于美國阿拉巴马州伯明翰。
EBSCO信息服务的歷史可以追溯到1984年，當時有一本名為Popular Magazine Review的雜誌出版，它主要收录來自300多本其他杂志的文章摘要。 1987年雜誌出版商被EBSCO工業公司收购，並更名为EBSCO Publishing。 